# محافظة كيب
محافظة كيب هي محافظة في كمبوديا، بلغ عدد سكانها 40٬280 نسمة، عاصمتها Kep (town) ‏، تبلغ مساحتها 336٫0 كيلومتر مربع.

## الموقع
تشترك في الحدود مع:
- محافظة كامبوت.